# 트레보니아누스 갈루스
트레보니아누스 갈루스(206년 이탈리아 ~ 253년 8월 라티움 인테람나)은 로마 제국의 30대 황제이다.
그는 초기에 모이시아 지방 총독이 되어 데키우스 황제에게 충성하다가 251년 6월 데키우스 황제가 고트족과의 싸움에서 전사하자 데키우스 황제의 아들 호스틸리아누스를 공동황제로 지명하여 황제 자리에 올랐다. 그리고 자기 아들 볼루시아누스를 부황제로 지명하고 다음 공동황제 후계자로 정했으나 호스틸리아누스는 얼마 안 가 전염병으로 죽었다. 253년 초 고트족이 다시 공격해오자 모이시아 지방 군대가 아이밀리아누스를 황제로 추대하고 반란을 일으켰고 갈루스는 발레리아누스에게 도움을 청했으나 그 전에 부하에게 살해당했다.